# Dornișoara
Dornișoara – wieś w Rumunii, w okręgu Suczawa, w gminie Poiana Stampei. W 2011 roku liczyła 270 mieszkańców. 